# Laveyron
Laveyron ist eine französische Gemeinde im Département Drôme. Laveyron gehört zum Arrondissement Valence und zum Kanton Saint-Vallier. Die Gemeinde hat 1.253 Einwohner (Stand: 1. Januar 2022), die Laveyronais genannt werden.

## Geographie
Laveyron liegt etwa 25 Kilometer nördlich von Valence an der Rhône. Umgeben wird Laveyron von den Nachbargemeinden Andancette im Norden, Beausemblant im Osten und Nordosten, Saint-Uze und Saint-Barthélemy-de-Vals im Südosten, Saint-Vallier im Süden, Sarras im Westen und Südwesten sowie Andance im Westen und Nordwesten.

## Bevölkerungsentwicklung
| Jahr                       | 1911 | 1962 | 1968 | 1975 | 1982 | 1990 | 1999 | 2006 | 2018 |
| -------------------------- | ---- | ---- | ---- | ---- | ---- | ---- | ---- | ---- | ---- |
| Einwohner                  | 421  | 641  | 601  | 757  | 766  | 795  | 882  | 913  | 1216 |
| Quellen: Cassini und INSEE |      |      |      |      |      |      |      |      |      |